# ویکتور پوتمانس
ویکتور پوتمانس (انگلیسی: Victor Putmans; ۲۹ مهٔ ۱۹۱۴ – ۱۲ نوامبر ۱۹۸۹) بازیکن فوتبال اهل بلژیک بود.
از باشگاه‌هایی که در آن بازی کرده‌است می‌توان به باشگاه فوتبال استاندارد لیژ اشاره کرد.
وی همچنین در تیم ملی فوتبال بلژیک بازی کرده‌است.